# Al-Jahiz

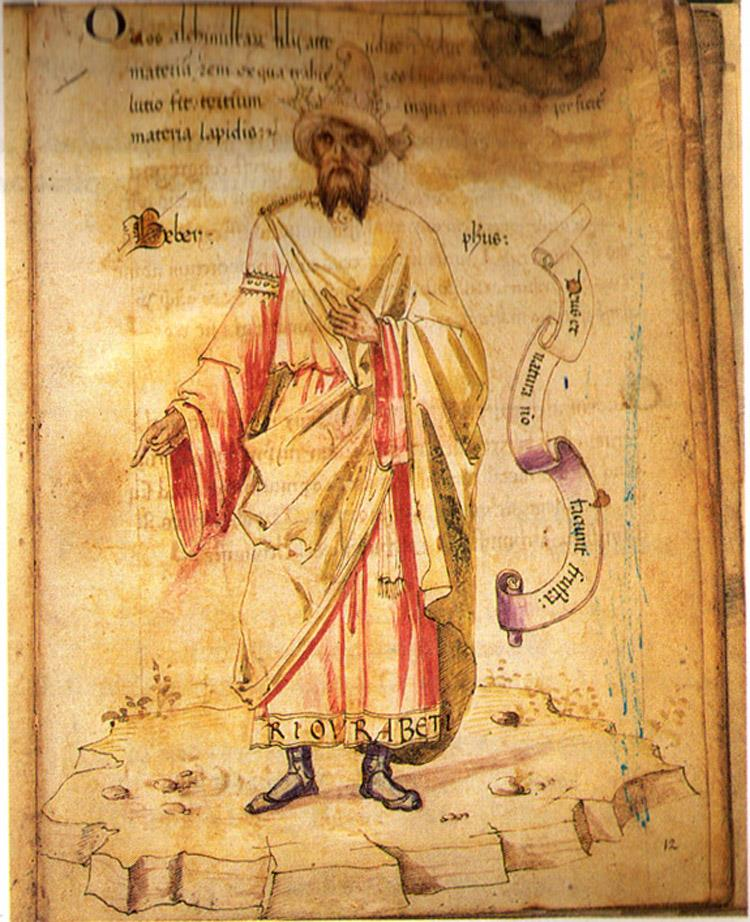

Al-Jahiz, på arabiska الجاحظ (egentligen Abu Uthman Amr Ibn Bahr al-Kinani al-Fuqaimi al-Basri), född 776 i Basra, död 868, var en arabisk författare, historiker och teolog.
Al-Jahiz har även fått en krater på Merkurius uppkallad efter sig, Al-Jahiz-kratern.